# 日本・スイス経済連携協定

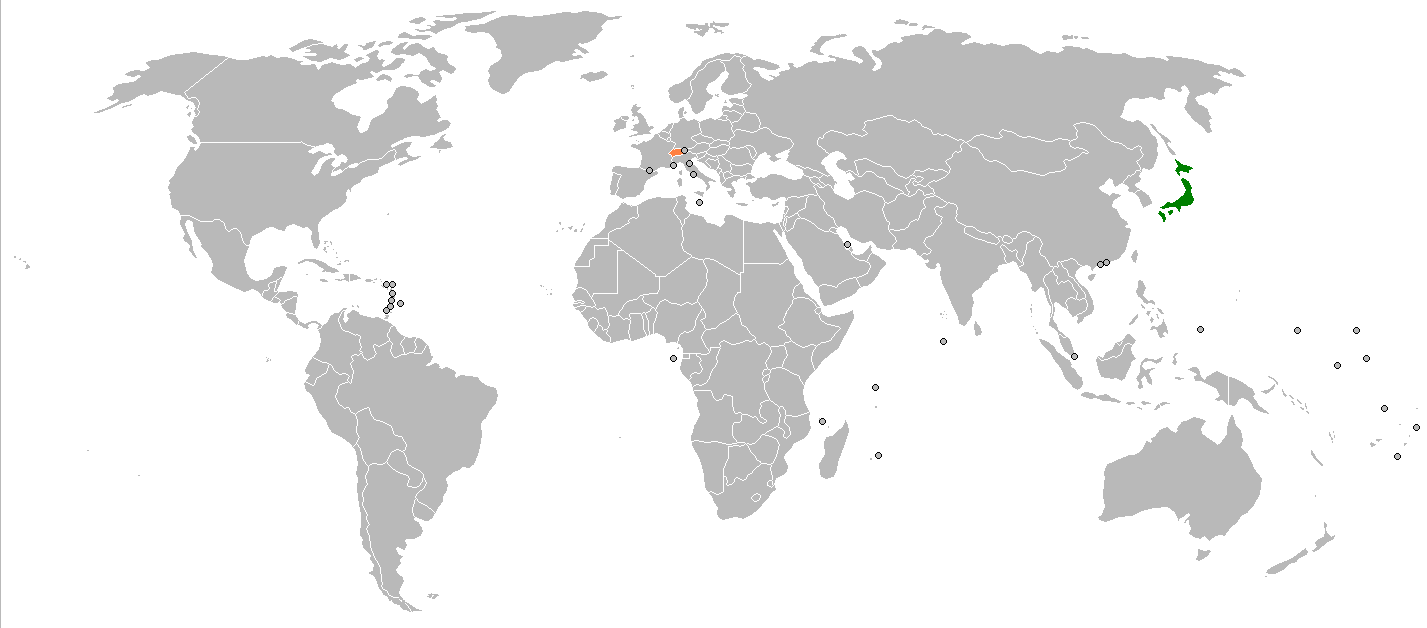
日本とスイスの位置

日本・スイス経済連携協定（にほん・スイスけいざいれんけいきょうてい、英語: Agreement on Free Trade and Economic Partnership between Japan and the Swiss Confederation）とは、2009年に日本とスイスの間で締結された経済連携協定（EPA）である。日本法においては国会承認を経た「条約」であり、日本政府による日本語の正式な題名・法令番号は「日本国とスイス連邦との間の自由な貿易及び経済上の連携に関する協定（平成21年条約第5号）」である。

## 署名・発効までの経緯
1998年以降様々な機会に、スイス側より日・スイスFTA締結に向けた検討の申し入れがあった。
2005年4月18日の小泉首相及びスイスのシュミート大統領とが、首脳会談にて、広く二国間の経済関係のあり方について政府間共同研究会を開始することに合意。
2005年10月31日及び11月1日に東京において第1回共同検討会を開催した。
2006年2月27日及び28日にベルンにおいて第2回共同検討会を開催した。
2006年5月29日及び30日に東京において第3回共同検討会を開催した。
2006年8月21日及び22日にベルンにおいて第4回共同検討会を開催した。
2006年11月20日及び21日に東京において第5回共同検討会を開催し、報告書を作成。報告書において「日スイスFTA／EPA交渉をできる限り速やかに開始し、現在進行中の双方のFTA／EPA交渉を考慮しつつ、合理的な期間内に交渉を行うこと。日スイスFTA／EPA交渉は包括的であり、モノの貿易のみならず、投資、サービス貿易並びに知的財産権保護の分野においても高いレベルの成果を目指していくべき。」との提言を行った。
2007年1月19日、安倍首相とスイスのカルミ・レ大統領との日・スイス電話首脳会談において、日・スイスEPA（経済連携協定）交渉の開始について合意した。
2007年5月14日から18日までの日程で東京において、日・スイス経済連携協定（EPA）交渉の第1回会合が開催され、日本とスイスとのEPA交渉が開始された。
2007年7月9日から13日までの日程でスイスのサヴォニンにおいて、日・スイス経済連携協定（EPA）交渉の第2回会合が開催された。
2007年10月15日から19日までの日程で日本の横浜において、日・スイス経済連携協定（EPA）交渉の第3回会合が開催された。
2007年11月26日から30日までの日程でスイスのサヴォニンにおいて、日・スイス経済連携協定（EPA）交渉の第4回会合が開催された。
2008年2月4日から8日までの日程で東京において、日・スイス経済連携協定（EPA）交渉の第5回会合が開催された。
2008年5月19日から23日までの日程でスイスのルガーノ市カドロにおいて、日・スイス経済連携協定（EPA）交渉の第6回会合が開催された。
2008年6月23日から27日までの日程で東京において、日・スイス経済連携協定（EPA）交渉の第7回会合が開催された。
2008年8月20日から22日までの日程で東京において、日・ベトナム経済連携協定（EPA）交渉の第8回会合が開催された。

2008年9月29日の日本の官房長官の会見において、日・スイス自由貿易・経済連携協定（FTEPA）の締結交渉に関し大筋合意に至った旨、発表した。同時に共同プレス発表がされた。
2009年2月19日、東京において中曽根弘文外務大臣とドリス･ロイタード(H.E. Federal Councillor Doris Leuthard)スイス連邦副大統領兼経済大臣とが外相会談の前に、経済連携協定に署名した。
日本における国内手続として、2009年3月6日に、協定の締結承認案件が閣議決定され、同日衆議院へ提出された。国内法の改正については、経済連携協定に基づく特定原産地証明書の発給等に関する法律の一部を改正する法律案が、2009年3月10日に、閣議決定され、同日衆議院へ提出された。
衆議院において、協定の締結案件は、外務委員会に付託され、2009年5月27日に委員会で、5月28日に衆議院本会議で可決され、参議院に送られた。賛成会派は、「自由民主党、民主党、公明党、社会民主党・市民連合、国民新党」、反対会派は「日本共産党」であった、経済連携協定に基づく特定原産地証明書の発給等に関する法律の一部を改正する法律案は、経済産業委員会に付託され、2009年5月27日に委員会で、5月28日に衆議院本会議で可決され、参議院に送られた。賛成会派は、「自由民主党、民主党、公明党、社会民主党・市民連合、国民新党、日本共産党」で全会一致であった。
参議院において、協定の締結承認案件は、外交防衛委員会に付託され、協定は、2009年6月23日に委員会で、6月24日に参議院本会議で可決され、国会の承認がされた。賛成会派は、「民主党・新緑風会・国民新・日本; 自由民主党・無所属の会; 公明党; 社会民主党・護憲連合;改革クラブ」、反対会派は「日本共産党」であった、経済連携協定に基づく特定原産地証明書の発給等に関する法律の一部を改正する法律案は、経済産業委員会に付託され、2009年7月9日に委員会で、7月10日に参議院本会議で可決、成立した。賛成会派は、「自民主党・新緑風会・国民新・日本; 自由民主党・無所属の会; 公明党; 日本共産党社会; 民主党・護憲連合;改革クラブ、」で全会一致であった。
2009年7月29日に、ベルンにおいて日本国とスイス連邦との間の自由な貿易及び経済上の連携に関する協定（日・スイス経済連携協定）の効力の発生に関する外交上の公文の交換がおこなわれた。
発効は 2009年9月1日。

## 概要
原産地証明制度について、従来の第三者証明制度に加え、我が国のEPAでは初めて認定輸出者による原産地申告制度を導入。サービス貿易、投資及び知的財産分野においても高いレベルの成果。また、日本のEPAでは初めて電子商取引章を設置。日本は、鉱工業品（ほぼすべての品目につき即時関税撤廃）、農林水産品（インスタントコーヒー、アロマオイル、食品添加物（ペクチン）等の即時関税撤廃、一部のスイス特産のナチュラルチーズ、チョコレート等（関税割当）、ワイン（段階的関税撤廃を実施）。
日本は、鉱工業品（すべての品目につき即時関税撤廃）、農林水産品（清酒、盆栽、長いも、メロン、干し柿、味噌等について即時関税撤廃）などを獲得している。